# Hyporhamphus mexicanus
Hyporhamphus mexicanus is een straalvinnige vissensoort uit de familie van de halfsnavelbekken (Hemiramphidae). De wetenschappelijke naam van de soort is voor het eerst geldig gepubliceerd in 1959 door Álvarez.